# D.J. Stephens
Dalenta Jameral Stephens, detto D.J. (Killeen, 19 dicembre 1990), è un cestista statunitense, professionista nella NBA ed in Europa.

## Carriera
Ha giocato per quattro stagioni nella NCAA con i Memphis Tigers; si è dichiarato eleggibile per il Draft NBA 2013, ma non è stato scelto da nessuna squadra, nonostante durante il pre-draft avesse fatto registrare la più grande elevazione mai misurata in un provino NBA.
Dopo aver giocato nella Summer League di Orlando con i Miami Heat e nella Summer League di Las Vegas con i Dallas Mavericks ha firmato un contratto professionistico con l'Īlysiakos, squadra del campionato greco, con cui è rimasto fino al marzo del 2014 per un totale di 18 presenze nella massima serie greca con medie di 9,8 punti, 8,8 rimbalzi, 1,1 assist, 2,2 stoppate e 0,8 palle recuperate a partita in 29,6 minuti di media.
Successivamente ha firmato un contratto da 10 giorni con i Milwaukee Bucks, con i quali ha disputato 3 partite in NBA per un totale di 7 punti e 5 rimbalzi in 15 minuti totali di gioco.
Alla scadenza del contratto la franchigia del Wisconsin l'ha lasciato libero, ed il 10 aprile ha firmato un contratto fino a fine stagione con i turchi dell'Anadolu Efes. Dopo aver giocato 4 partite in Turchia, per la stagione 2014-15 firma un contratto con i New Orleans Pelicans nella NBA; viene però tagliato prima dell'inizio della regular season e successivamente trascorre l'intera stagione in Russia con lo Zenit San Pietroburgo.
Trascorre poi l'intera stagione 2015-16 in NBDL con Canton Charge e Iowa Energy.

## Statistiche

### College
| Anno      | Squadra        | PG  | PT | MP   | TC%  | 3P%  | TL%  | RP  | AP  | PRP | SP  | PP  |
| --------- | -------------- | --- | -- | ---- | ---- | ---- | ---- | --- | --- | --- | --- | --- |
| 2009-2010 | Memphis Tigers | 33  | 3  | 7,9  | 57,5 | 50,0 | 58,3 | 1,9 | 0,2 | 0,2 | 0,2 | 1,8 |
| 2010-2011 | Memphis Tigers | 32  | 4  | 11,2 | 64,1 | 50,0 | 55,0 | 2,6 | 0,4 | 0,5 | 0,8 | 3,5 |
| 2011-2012 | Memphis Tigers | 28  | 0  | 8,3  | 64,3 | 33,3 | 68,8 | 1,8 | 0,0 | 0,3 | 0,8 | 2,4 |
| 2012-2013 | Memphis Tigers | 36  | 28 | 23,6 | 62,9 | 36,1 | 66,2 | 6,6 | 0,7 | 0,9 | 2,6 | 7,6 |
| Carriera  | Carriera       | 129 | 35 | 13,2 | 62,7 | 37,0 | 63,3 | 3,4 | 0,3 | 0,5 | 1,2 | 4,0 |

### NBA

#### Regular Season
| Anno      | Squadra           | PG | PT | MP  | TC%  | 3P% | TL% | RP  | AP  | PRP | SP  | PP  |
| --------- | ----------------- | -- | -- | --- | ---- | --- | --- | --- | --- | --- | --- | --- |
| 2013-2014 | Milwaukee Bucks   | 3  | 0  | 5,0 | 42,9 | -   | 100 | 1,7 | 0,0 | 0,0 | 0,0 | 2,3 |
| 2018-2019 | Memphis Grizzlies | 1  | 0  | 7,0 | 50,0 | -   | -   | 0,0 | 0,0 | 1,0 | 0,0 | 2,0 |
| Carriera  | Carriera          | 4  | 0  | 5,5 | 44,4 | -   | 100 | 1,3 | 0,0 | 0,3 | 0,0 | 2,3 |

### Eurocup
| Anno      | Squadra              | PG | PT | MP   | TC%  | 3P%  | TL%  | RP  | AP  | PRP | SP  | PP   |
| --------- | -------------------- | -- | -- | ---- | ---- | ---- | ---- | --- | --- | --- | --- | ---- |
| 2014-2015 | Zenit S. Pietroburgo | 9  | 8  | 25,4 | 57,4 | 0,0  | 54,5 | 5,1 | 0,3 | 0,7 | 1,3 | 7,6  |
| 2022-2023 | Prometej             | 21 | 19 | 27,8 | 51,0 | 36,6 | 73,5 | 5,9 | 1,0 | 0,9 | 0,9 | 13,2 |
| Carriera  | Carriera             | 30 | 27 | 27,1 | 52,3 | 33,8 | 68,9 | 5,7 | 0,8 | 0,8 | 1,0 | 11,5 |

## Palmarès

### Squadra
- Campionato ucraino: 2

Budivelnyk Kiev: 2016-2017
Prometej: 2020-2021
- Campionato francese: 1

Le Mans: 2017-2018
- Lega Lettone-Estone: 1

Prometej: 2022-2023

### Individuale
- All-Eurocup First Team: 1

Prometej: 2022-2023